# This Way Is My Way
This Way Is My Way è il secondo album in studio della cantante canadese Anne Murray, pubblicato nel 1969.

## Tracce
1. Bidin' My Time (Gene MacLellan) - 2:32
2. Sittin' Back Lovin' You (John Sebastian) - 1:56
3. No One Is to Blame (Steve Rhymer) - 4:19
4. I Wonder How the Old Folks Are at Home (Anne Bybee) - 1:40
5. Sunspots (Arthur Gee) - 2:41
6. He May Call (Mike Brown, Steve Martin) - 2:09
7. Thirsty Boots (Eric Andersen) - 3:25
8. Snowbird (Gene MacLellan) - 2:08
9. Hard as I Try (Gene MacLellan) - 2:25
10. I'll Be Your Baby Tonight (Bob Dylan) - 2:50
11. Nice to Be with You (Jerry Goldstein) - 3:51